# Akmal'
Акмаль Абдулхалитович Ходжаниязов (род. 23 ноября 2003; Байрамали, Туркменистан), наиболее известен под сценическим псевдонимом Akmal' — российский певец, музыкант и автор песен уйгурского происхождения. Наиболее известен как исполнитель песен «Из-за тебя», «Вдоль дорог», «По полюшку».

## Биография

### Личная жизнь
Родился 23 ноября 2003 года в городе Байрамали в Туркменистане, в многодетной семье. Старший брат — Джамалдин Ходжаниязов, профессиональный футболист.
Некоторое время Ходжаниязов проживал в Ташкенте, столице Узбекистана, но позже, после оформления российского гражданства, вместе с родными переехал в Россию, где остался жить и работать. Молодой человек самостоятельно выучил нотную грамоту и научился играть на синтезаторе.
Учился в школе по девятый класс, после чего забрал документы по личным причинам и покинул стены учебного заведения, не доучившись десятый и одиннадцатый класс. После школы поступил в музыкальный колледж и спустя несколько лет окончил его, так и не получив высшее образование. Ходжаниязов решается поступить в Академию искусств и культуры, чтобы получить его.

### Творческий путь
Первой ступенью Акмаля стала заявка на участие в пятом сезоне шоу «Голос. Дети», которую одобрили и пригласили его в качестве участника, где певец исполнил песню «It’s a Man’s Man’s Man’s World», после которой в его сторону повернулись все три судьи — Баста, Пелагея и Валерий Меладзе. После выбора в сторону Басты, Акмаль попал в его команду на некоторое время, но, дойдя до финала, выбыл, так и не попав в суперфинал. После участия в этом шоу у Ходжаниязова появилась первая небольшая аудитория поклонников.
После участия в шоу «Голос. Дети» начал записывать собственные песни, взяв псевдоним Akmal'. Выкладывал в различные социальные сети каверы на известные треки и завёл аккаунт в ТикТоке, который вскоре быстро преодолел отметку в 1 миллион подписчиков.
В 2021 году певец подписал контракт с лейблом ACE Music, дистрибуцию и продвижение которого осуществляли сначала Warner Music Russia, а затем S&P Digital.
В 2022 году Akmal' выпустил свой дебютный музыкальный альбом под названием «Песни о твоих глазах», который получил платиновый статус. В 2023 году вышел следующий альбом под названием «Сидело в мыслях» (EP), в 2024 году появился третий по счёту альбом «Давай, пока!» (EP).
В 2023 году Akmal' стал участником шоу «Голос. Уже не дети», но одержать победу, дойдя до поединков, как и в «Голос. Дети», ему так и не удалось.
Является частым исполнителем в музыкальных чартах, а его трек «Из-за тебя» стал самым известным и цитируемым, набравшим 40 миллионов просмотров на YouTube на 2024 год.
В феврале 2024 принял участие в пятом сезоне шоу «Маска» на НТВ в образе Гориллы. В девятом выпуске, вышедшем в эфир 14 апреля 2024 года, маска Гориллы была разоблачена.
В декабре того же года принял участие в третьем сезоне шоу Первого канала «Фантастика» в образе Макса. В третьем выпуске, вышедшем в эфир 20 декабря 2024 года, аватар Макса был рассекречен.

## Дискография

### Студийные альбомы
| Название             | Информация                                                               | Примечание |
| -------------------- | ------------------------------------------------------------------------ | --- |
| Песни о твоих глазах | - Релиз: 18 марта 2022 - Лейбл: ACE Music - Формат: Цифровая дистрибуция | \| № \| Название \| Длительность \| \| ------------------- \| ------------------- \| ------------ \| \| 1. \| «Заново» \| 2:33 \| \| 2. \| «Страшно красива» \| 3:00 \| \| 3. \| «Из-за тебя» \| 2:52 \| \| 4. \| «По полюшку» \| 2:13 \| \| 5. \| «Нарисуй любовь» \| 3:04 \| \| 6. \| «За твои глаза» \| 2:59 \| \| 7. \| «Окна» \| 2:35 \| \| 8. \| «Дышать» \| 2:36 \| \| 9. \| «Вдоль дорог» \| 2:33 \| \| Общая длительность: \| Общая длительность: \| 22:64 \| |
| №                    | Название                                                                 | Длительность |
| 1.                   | «Заново»                                                                 | 2:33 |
| 2.                   | «Страшно красива»                                                        | 3:00 |
| 3.                   | «Из-за тебя»                                                             | 2:52 |
| 4.                   | «По полюшку»                                                             | 2:13 |
| 5.                   | «Нарисуй любовь»                                                         | 3:04 |
| 6.                   | «За твои глаза»                                                          | 2:59 |
| 7.                   | «Окна»                                                                   | 2:35 |
| 8.                   | «Дышать»                                                                 | 2:36 |
| 9.                   | «Вдоль дорог»                                                            | 2:33 |
| Общая длительность:  | Общая длительность:                                                      | 22:64 |

### Мини-альбомы
| №                   | Название            | Длительность |
| ------------------- | ------------------- | ------------ |
| 1.                  | «Скит»              | 1:04         |
| 2.                  | «Туда»              | 2:52         |
| 3.                  | «В моей крови»      | 3:15         |
| 4.                  | «Это любовь»        | 2:18         |
| 5.                  | «Как тебе нужен я»  | 3:01         |
| 6.                  | «Ты космос»         | 2:30         |
| Общая длительность: | Общая длительность: | 14:20        |

| №                   | Название            | Длительность |
| ------------------- | ------------------- | ------------ |
| 1.                  | «Давай, пока!»      | 2:19         |
| 2.                  | «Сонная моя»        | 3:09         |
| 3.                  | «Ты мой сон»        | 2:20         |
| 4.                  | «Кто ты?»           | 2:10         |
| 5.                  | «Без любви»         | 2:33         |
| Общая длительность: | Общая длительность: | 11:91        |

## Рецензии
- В 2023 году у Akmal’я вышел альбом «Сидело в мыслях», после чего альбом стал рецензированным на сайте Intermedia Алексеем Мажаевым, который поставил альбому оценку 7 из 10[4].
- В 2024 году у Akmal’я вышла песня и был снят клип на одноимённую композицию Лолиты «Раневская». Спустя дни вышла рецензия на сайте Intermedia Алексеем Мажаевым, который поставил оценку 7 из 10[5].

## Чарты и рейтинги
- Альбомный чарт топ-50 от Apple Music поставил мини-альбом Акмаля «Давай, пока!» (EP) на третье место — The Flow[22].
- Победа Акмаля в номинации «Прорыв года» на премии «Новое Радио AWARDS 2024»[23].

### Радиостанции
- Akmal': живой концерт на Авторадио (2022).
- Акмаль (Akmal') в гостях у Радио Шансон («Полезное время»).
- О фите, совместном клипе и рыбалке: Юлианна Караулова и AKMAL’ провели утро с Красавцами Love Radio.